# Juan Manuel Márquez
Juan Manuel Márquez Méndez (Mexico City, 23 augustus 1973) is een professionele Mexicaanse wereldkampioen bokser.
Marquez staat bekend als een snelle en zeer technische vechter. Hij is ook bekend om zijn gevechten tegen Marco Antonio Barrera en Manny Pacquiao. Hij wordt beschouwd als een van de grootste Mexicaanse boksers aller tijden. BoxRec rangschikt hem als de grootste Mexicaanse bokser.